# Menu (album)
Menu je četrti studijski album Aleksandra Mežka, ki je izšel leta 1980 pri založbi ZKP RTV Ljubljana. Skladbe so bile posnete v studiu Matrix Studios v Londonu.

## Seznam skladb
| A stran | A stran                                   | A stran |
| Št.     | Naslov                                    | Dolžina |
| ------- | ----------------------------------------- | ------- |
| 1.      | „Levji pogum‟ (A. Mežek)                  | 2:53    |
| 2.      | „Julija‟ (A. Mežek)                       | 4:56    |
| 3.      | „Ajda pa znova cveti‟ (A. Mežek)          | 2:47    |
| 4.      | „Mesto brez srca‟ (Reed/Bootham/A. Mežek) | 4:00    |
| 5.      | „Senca‟ (A. Mežek)                        | 3:45    |

| B stran | B stran                       | B stran |
| Št.     | Naslov                        | Dolžina |
| ------- | ----------------------------- | ------- |
| 1.      | „Menu‟ (A. Mežek)             | 3:40    |
| 2.      | „Nebo po dežju‟ (A. Mežek)    | 2:45    |
| 3.      | „Pustite da živim‟ (A. Mežek) | 4:03    |
| 4.      | „Dva, tri dni‟ (A. Mežek)     | 3:58    |
| 5.      | „Lipa‟ (A. Mežek)             | 2:28    |

## Zasedba
- Aleksander Mežek – akustična kitara, vokal, vokalna spremljava
- Bill Roberts – električne in akustične kitare, spremljevalni vokal
- Craig Prues – sintetizator
- Mel Gaynor – bobni, tolkala
- Tony Lester – bas
- Richard Blanchard – saksofon, spremljevalni vokal